# Отработавшее ядерное топливо

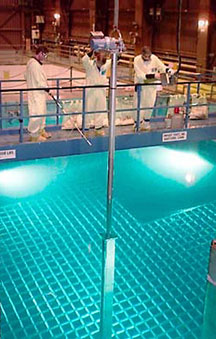
Бассейн выдержки отработавшего ядерного топлива на АЭС

Отрабо́тавшее я́дерное то́пливо, облучённое я́дерное то́пливо (ОЯТ) — извлечённые из активной зоны тепловыделяющие элементы (ТВЭЛ) или их группы, тепловыделяющие сборки ядерных реакторов атомных электростанций и других установок (исследовательских, транспортных и прочих).
Ядерное топливо относят к отработавшему, если оно более неспособно эффективно поддерживать цепную реакцию.
До разработки в России действующей технологии использования отработавшего ядерного топлива в реакторах на быстрых нейтронах считалось, что практическая ценность ОЯТ невелика и оно создаёт проблемы с утилизацией и хранением, однако этот тип реакторов позволяет использовать энергетический потенциал отработавшего ядерного топлива, обеспечивая человечество источником энергии на сотни лет.

## Характеристика
В большинстве современных реакторов ТВЭЛ представляет собой тонкостенную трубку из различных сплавов циркония, в которой находятся «таблетки» из соединений урана (чаще всего диоксида урана) различной степени обогащения, длиной 3 м (для ВВЭР) и около 1—3 сантиметров диаметром, снабжённую на концах заглушками, обеспечивающими герметичность ТВЭЛа и его крепление в ТВС.
Отработанное ядерное топливо, в отличие от свежего, имеет значительную радиоактивность, за счёт содержания большого количества продуктов деления (для реакторов ВВЭР примерно 300 000 Ки в каждом ТВЭЛе) и имеет свойство саморазогреваться на воздухе до больших температур (только что извлечённое — примерно до 300 °C) и после извлечения из активной зоны реактора выдерживается 2—5 лет в бассейне выдержки (для ВВЭР) или на периферии активной зоны реактора (для реактора БН-600). После уменьшения остаточного энерговыделения топлива его отправляют на хранение, захоронение или переработку ОЯТ.

## Использование ОЯТ в реакторах на быстрых нейтронах
СССР, а затем Россия занимают первое место в мире в развитии технологий строительства реакторов на быстрых нейтронах, хотя этим с 1950-х годов занимались многие развитые страны. 
Первый энергоблок с реактором на быстрых нейтронах (БН-350) был запущен в СССР в 1973 году и проработал в Актау по 1999 год. 
Второй энергоблок (БН-600) был установлен на Белоярской АЭС в 1980 году и бесперебойно работает по сей день, в 2010 году срок его эксплуатации был продлён на 10 лет. 
Там же в сентябре 2016 года был запущен в эксплуатацию реактор нового поколения БН-800. 
Вместе с запущенным годом ранее производством МОКС-топлива (смесь оксидов урана и плутония) Россия стала лидером в переходе на замкнутый цикл использования ядерного топлива, который позволит человечеству получить практически неисчерпаемый энергоресурс за счёт вторичной переработки ядерных отходов, поскольку в обычных АЭС используется только 3 % энергетического потенциала ядерного топлива. Также в России развивается альтернативная технология СНУП-топлива, представляющего собой смесь нитридов урана и плутония.
Использование МОКС- и СНУП-топлива позволяет переработать отработавшее «горючее» и изготовить новое смешанное уран-плутониевое топливо, в котором количество энергии, которое можно получить от природного урана, увеличивается примерно в 100 раз. При этом после переработки ОЯТ количество радиоактивных отходов, подлежащих специальной обработке и захоронению, уменьшается кратно. Реакторы на быстрых нейтронах также способны «дожигать» долгоживущие (с периодом распада до тысяч и сотен тысяч лет) радиоактивные продукты деления, превращая их в короткоживущие с периодом полураспада в 200—300 лет, после чего они могут быть надёжно захоронены с соблюдением стандартных процедур и не нарушат природный радиационный баланс Земли.

## Потенциал использования ОЯТ
По данным Росатома на 2016 год, в мире ежегодно производится и потребляется около 18 тыс. тонн свежего ядерного топлива, из которых в цикле производства энергии на АЭС «сгорает» 3 % от массы тяжёлого металла (540 тонн). Если учесть, что атомная энергетика обеспечивает 11 % генерации электроэнергии, то для полного покрытия потребностей человечества требуется 4909 тонн делящегося материала, что в несколько раз меньше, чем ежегодно образуется ОЯТ.